# Santi Ibáñez
Santi Ibáñez ( Barcelona, 15 de marzo de 1958 - 29 de diciembre de 2016 ) fue un actor catalán de cine, teatro y televisión, conocido por su papel de Beni en El cor de la ciutat o sus apariciones en Temps de silenci, Estació d'enllaç y Plats Bruts.
Ibáñez se inició en el mundo del teatro de la mano de Albert Boadella, con la compañía Els Joglars, y trabajó en otras compañías como La Cubana, bajo la dirección de directores como Sergi Belbel .

## Apariciones

### Cine
- 1994: Escenes d'una orgia a Formentera, de Francesc Bellmunt
- 1998: El viaje de Arián, de Eduard Bosch
- 1999: Morir (o no), de Ventura Pons
- 2000: Anita no perd el tren, de Ventura Pons
- 2004: Hot Milk, de Ricardo Bofill
- 2009: Xtrems, de Abel Folk y Joan Riedweg

### Televisión
- 1988: Som una meravella, de Albert Boadella (TVE i TV3)
- 1993: Ya semos europeos, de Albert Boadella (TVE)
- 1994-1995: Secrets de família, de Eduard Cortés (TV3), com Eliseu Palahí
- 1995: La Lloll, de Jordi Frades (TV3)
- 1995-1996: Estación de enlace, de Sonia Sánchez (TV3), como Alfons
- 1996: El diario de Anna Frank (telefilme), de Tamzin Townsend
- 1996-1997: El juego de vivir, de Jordi Frades (TV3), como Ramon
- 1999-2000: Plats bruts, de Oriol Grau (TV3)
- 2001: Moncloa dígame, de Oriol Grau (Tele5)
- 2001-2002 Tiempo de silencio, de Enric Banqué (TV3), como Manel Burrull
- 2005-2007: El corazón de la ciudad, de Esteve Rovira (TV3)

### Teatro
- 1983-1984: Teledeum Cía. Els Joglars, dirigida por Albert Boadella
- 1984-1985: Els virtuosos de Fontainebleau Cia. Els Joglars, dirigida per Albert Boadella
- 1986-1987: Bye Bye Beethoven Cia. Els Joglars, dirigida per Albert Boadella
- 1988-1989: 25 anys de Joglars Cia. Els Joglars, dirigida per Albert Boadellaa
- 1990: Duros a quatre peles Centre Dramàtic de la Generalitat, dirigida per Joan Anguera
- 1991-1992: Cómeme el coco, negro Cia. La Cubana, dirigida per Jordi Milán
- 1993-1994: El gest, de Guillermo Ayesa i Glòria Rogno
- 1994-1995:El diari d'Anna Frank, de Tamzin Townsend
- 1995-1996:L'hostalera de Carlo Goldoni, dirigida per Sergi Belbel
- 1997: Mala sang de David Plana
- 1997-1998: Morir, al Centre Dramàtic de la Generalitat, dirigida per Sergi Belbel
- 1998: Aquí no paga ni Déu, de Toni Sevilla
- 1998-1999: El suïcida, de Magda Puyo
- 1999-2000: Penjats, de Tamzin Townsend
- 2001: 23 centímetres, de Josep Maria Mestres
- 2001: Creieu-me, un esperit se m'ha ficat al cos, de Jaume Mallofré
- 2001-2002: La dama enamorada, al Teatre Nacional de Catalunya, dirigida per Rafel Duran
- 2002-2003: Pel davant i pel darrera, de Alexander Herold
- 2005-2006: Mentiders d'Anthony Neilson, dirigida per Abel Folk
- 2007: Èric i l'Exèrcit del Fènix de Víctor Alexandre, al Teatre Borràs, dirigida per Pere Planella